# موزه میمارا
موزه میمارا (به انگلیسی: Mimara Museum)در مرکز شهر زاگرب پایتخت کشور کرواسی می‌باشد که دارای تعداد زیادی آثار هنری و نقاشی‌های قدیمی است. موزه میمارا به تمام مراکز اصلی فرهنگی، آموزشی و اداری شهر زاگرب دسترسی مستقیم دارد.

## تاریخچه
«آنتی توپیچ میمارا» یکی از هنرمندان اواخر قرن ۱۹ میلادی در کشور کرواسی بود که در طول زندگی خود آثار هنری و نقاشی‌های بسیاری را خلق کرده‌است. در هنگام مرگ وصیت کرد تا تمام آثار بجا مانده از او را در یک موزه قرار دهند و بازدید را برای عموم آزاد بگذارند تا بعنوان یاد بود باقی بمانند. تمام اثرها به شهر زاگرب بخشیده شد و دولت نیز موزه‌ای بنا کرد تا آثار در آنجا نگهداری شوند که در سال ۱۹۸۹ پس از مرگ آنتی توپیچ موزه میمارا تأسیس شد. تا کنون میلیون‌ها نفر از این موزه بازدید به عمل آورده‌اند و می‌توان گفت یکی از جاذبه‌های گردشگری مهم کشور کراوسی و همچنین شهر زاگرب می‌باشد.

## آثار هنری
در موزه میمارا حدود ۳۷۵۰ اثر هنری و تاریخی وجود دارد که اکثر نقاشی‌ها و تابلوهای هنری این موزه متعلق به آنتی توپیچ میمارا می‌باشد. قسمتی از موزه به آثار هنرمندان سرشناس کشورهای دیگر اختصاص داده شده‌است تا اثرهای معروف کشورها را به نمایش بگذارند که می‌توان به اثرهای: ظروف مصر باستان، وسایل و اثرهای شیشه‌ای، فرش‌های تاریخی از جمله فرش‌های گران بهای فارسی، یافته‌های باستان‌شناسی از روم، یونان و اوایل قرون وسطی اروپا، مجسمه‌های چوبی و برنزی اشاره کرد که برخی از آنان متعلق به قرون وسطی و قدمتی بسیار قدیمی دارند.